# Tyrannochthonius brasiliensis
Tyrannochthonius brasiliensis är en spindeldjursart som beskrevs av Volker Mahnert 1979. Tyrannochthonius brasiliensis ingår i släktet Tyrannochthonius och familjen käkklokrypare. Inga underarter finns listade i Catalogue of Life.